# (1251) Hedera
(1251) Hedera ist ein Asteroid des mittleren Hauptgürtels, der am 25. Januar 1933 vom deutschen Astronomen Karl Wilhelm Reinmuth an der Landessternwarte Heidelberg-Königstuhl bei einer Helligkeit von 14 mag entdeckt wurde. Nachträglich konnte festgestellt werden, dass er bereits erstmals am 4. April 1907 sowie in der Folge auch im Februar 1915 und Februar 1929 an der gleichen Sternwarte, darüber hinaus im Oktober 1931 am Lowell-Observatorium in Arizona fotografiert worden war.
Der Name des Asteroiden ist von der botanischen Gattungsbezeichnung des Efeus abgeleitet.

## Wissenschaftliche Auswertung
Eine Auswertung von Beobachtungen durch das Projekt NEOWISE im nahen Infrarot führte 2011 zu vorläufigen Werten für den Durchmesser und die Albedo im sichtbaren Bereich von 13,2 km bzw. 0,64.
Als Asteroid der seltenen Tholen-Spektralklasse E besitzt er durch eine mineralische Oberfläche eine sehr hohe Albedo, vergleichbar mit derjenigen der Venus. Spektroskopische Untersuchungen des Asteroiden mit der Infrared Telescope Facility (IRTF) am Mauna-Kea-Observatorium auf Hawaiʻi am 18. August 2003 wiesen darauf hin, dass seine Oberfläche von Mischungen aus einem hellen, Enstatit-ähnlichen Mineral und einem eisenarmen Orthopyroxen dominiert wird.
Photometrische Beobachtungen von (1251) Hedera vom Juli bis September 1998 am Charkiw-Observatorium in der Ukraine und am Krim-Observatorium in Simejis führten erstmals zur Ableitung einer wahrscheinlichen Rotationsperiode von 15,01 h. Der Durchmesser wurde zu 13,2 km abgeschätzt. Weitere Messungen an den gleichen Observatorien vom 5. Februar bis 11. März 2005 führten in der Auswertung allerdings zu einer deutlich längeren Periode von 19,985 h. Auch Messungen am Kingsgrove Observatory in Australien vom 13. Juli bis 1. Oktober 2007 konnten die längere Rotationsperiode mit einem abgeleiteten Wert von 19,90 h bestätigen.
Die Auswertung archivierter Lichtkurven der Lowell Photometric Database ermöglichte dann in einer Untersuchung von 2016 für ein ellipsoidisches Gestaltmodell die Bestimmung von zwei alternativen Positionen der Rotationsachse mit retrograder Rotation und eine Periode von 19,9020 h.
Aus archivierten Lichtkurven und weiteren Messungen, darunter eigene Messungen vom November und Dezember 2016 am BlueEye600-Observatorium in Tschechien, wurde in einer Untersuchung von 2018 für den Asteroiden erstmals ein dreidimensionales Gestaltmodell des Asteroiden für zwei alternative Rotationsachsen mit einer retrograden Rotation und eine Periode von 19,9020 h berechnet. Im Jahr 2021 wurde aus archivierten Daten und photometrischen Messungen von Gaia DR2 erneut eine Rotationsachse mit retrograder Rotation berechnet. Die Rotationsperiode wurde dabei zu 19,9019 h bestimmt.
Zwischen 2012 und 2018 wurden mit der All-Sky Automated Survey for Supernovae (ASAS-SN) auch photometrische Daten von 20.000 Asteroiden aufgezeichnet. Auf mehr als 5000 davon konnte erfolgreich die Methode der konvexen Inversion angewendet werden, darunter auch (1251) Hedera, für die in einer Untersuchung von 2021 ein verbessertes dreidimensionales Gestaltmodell für zwei alternative Rotationsachsen mit retrograder Rotation und einer Periode von 19,9020 h berechnet wurde. Aus archivierten Daten des Asteroid Terrestrial-impact Last Alert System (ATLAS) aus dem Zeitraum 2015 bis 2018 konnte in einer Untersuchung von 2022 mit der Methode der konvexen Inversion eine Rotationsperiode von 19,9024 h bestimmt werden.

## Asteroidenpaar
(1251) Hedera bildet mit dem Asteroiden (1492) Oppolzer ein quasi-complanares Asteroidenpaar. Sie besitzen sehr ähnliche Bahnelemente und bewegen sich nahezu in der gleichen Bahnebene, allerdings ist die Bahn von (1492) Oppolzer kleiner und ihre Apsidenlinien sind stark gegeneinander verdreht. (1492) Oppolzer besitzt eine deutlich kürzere Umlaufzeit um die Sonne als (1251) Hedera, so dass er sie etwa alle 10 bis 12 Jahre überholt. Im März 2443 wird es dabei zu einer starken Annäherung zwischen den beiden Körpern bis auf einen Abstand von etwa 89.000 km kommen.